# Čtveřín
Čtveřín (en allemand : Stwerschin ou Stwerzin) est une commune du district et de la région de Liberec, en République tchèque. Sa population s'élevait à 564 habitants en 2021.

## Géographie
Čtveřín se trouve à 5 km à l'ouest du centre de Turnov, à 20 km au sud-sud-est de Liberec et à 75 km au nord-est de Prague.
La commune est limitée au nord par Radimovice et Sychrov, à l'est par Paceřice et Lažany, au sud par Přepeře, et à l'ouest par Příšovice et Pěnčín.

## Histoire
La première mention écrite du village date de 1394.

## Galerie

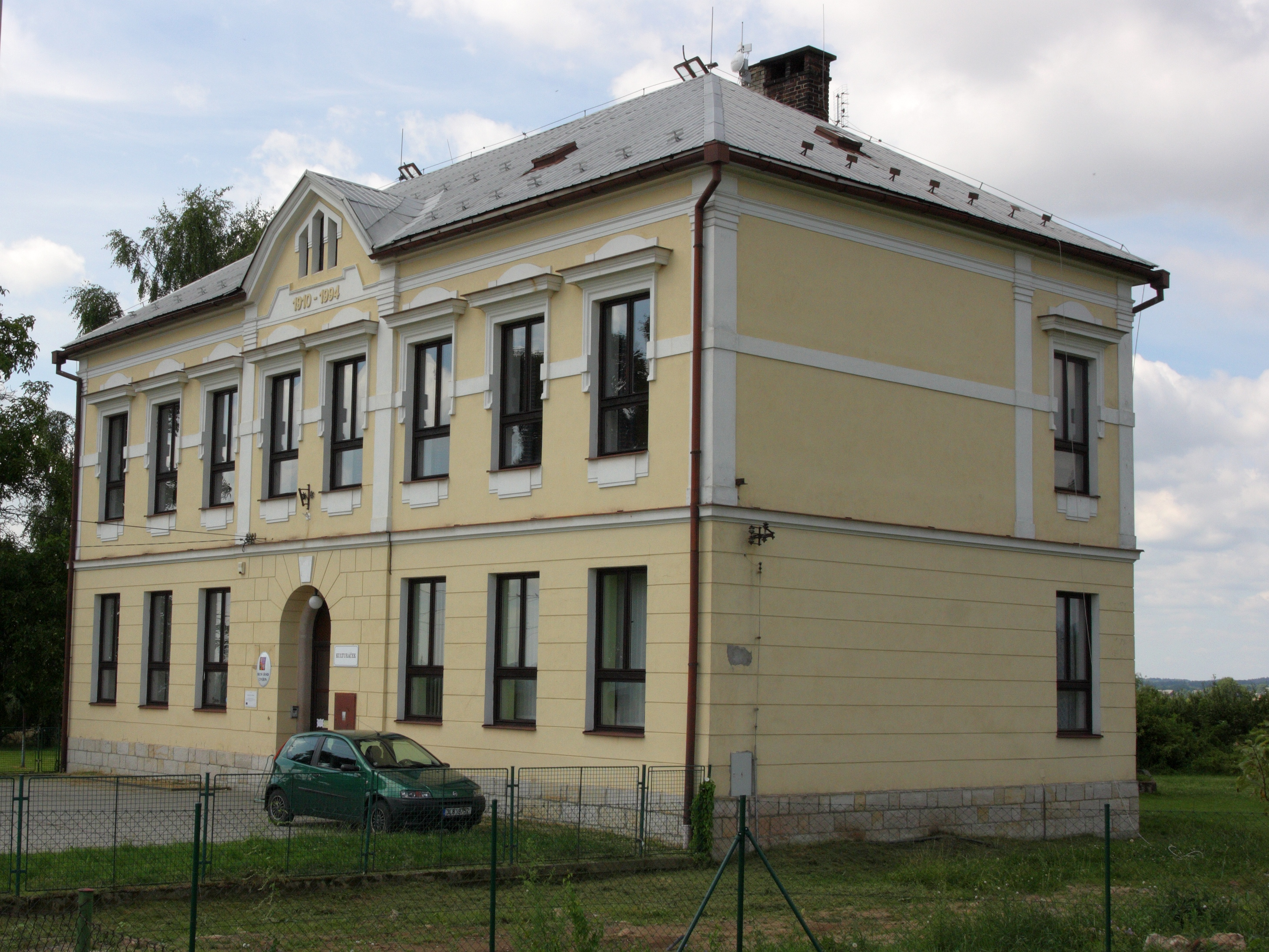
Čtveřín : la mairie.
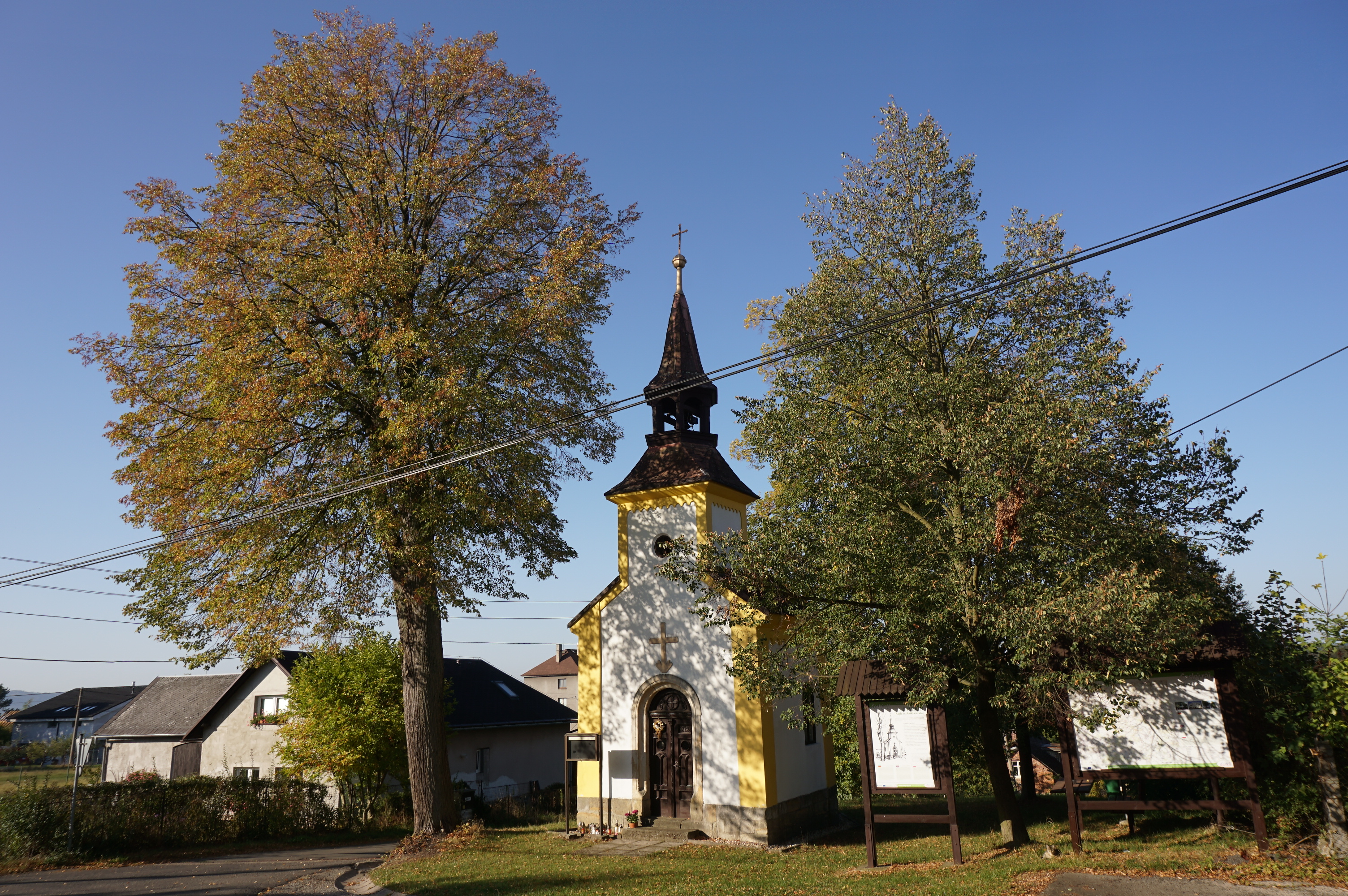
Chapelle des Saints-Anges gardiens.

## Administration
La commune se compose de deux sections :
- Čtveřín
- Doubí

## Transports
Par la route, Čtveřín se trouve à 5,5 km de Turnov, à 23 km de Semily, à 25 km de Liberec et à 88,5 km de Prague.